# Galderma
Die Galderma S.A. ist ein Schweizer Pharmaunternehmen mit Sitz in Zug in der Schweiz. 2024 wurden die Aktien an der Schweizer Börse SIX kotiert.

Ehemaliges Logo

## Unternehmen
Das Produktportfolio, sowie Forschung und Entwicklung, sind auf den Bereich Dermatologie ausgerichtet. Die Produktpalette umfasst Medikamente zur Behandlung von Erkrankungen der Haut, der Haare und der Nägel.
In Sophia Antipolis (Frankreich), Princeton (New Jersey) und Tokio hat Galderma je ein Forschungs- und Entwicklungszentrum. Die Produktionsstätten befinden sich in Alby-sur-Chéran (Frankreich), Montreal (Kanada) und Hortolândia (Brasilien).
Das Unternehmen hat 31 Niederlassungen auf fünf Kontinenten. Die deutsche Niederlassung firmiert als Galderma Laboratorium GmbH und hat ihren Sitz in Düsseldorf.

## Unternehmensgeschichte
Galderma wurde 1981 als Joint Venture von Nestlé und L’Oréal gegründet. Sieben Jahre später übernahm das Joint Venture die dermatologischen Bereiche von Alcon, das bereits 1977 von Nestlé übernommen wurde.
1995 brachte Galderma mit dem Aknetherapeutikum Differin (Wirkstoff: Adapalen) das erste selbst entwickelte Arzneimittel auf den Markt. Die Basotherm GmbH, ein Tochterunternehmen von Boehringer Ingelheim wurde 1997 übernommen. Mit Silkis (Wirkstoff: Calcitriol) wurde 2000 ein Mittel gegen Psoriasis auf den Markt gebracht. 2001 erwarb Galderma eine exklusive Lizenz für die Herstellung und den Vertrieb vom Metvix (Wirkstoff: Methyl-5-amino-4-oxopentanoat) von dem norwegischen Unternehmen Photocure. 2003 begann der Verkauf von Metvix. 2008 wurde CollaGenex Pharmaceuticals mit der Marke Oracea, ein Mittel gegen Rosazea (Wirkstoff: Doxycyclin), übernommen. Das Antifaltenmittel Azzalure (Wirkstoff: Botulinumtoxin) wurde 2009 auf den europäischen Markt gebracht.
2011 wurde das Unternehmen Q-Med mit Sitz in Uppsala (Schweden) übernommen. Q-Med ist im Bereich der Brustvergrösserung mittels Injektionen von Hyaluronsäure tätig. 2014 übernahm Nestlé den 50%-Anteil von L’Oréal; Galderma war seither Teil der neuen Sparte Nestlé Skin Health. 2019 verkaufte Nestlé Galderma an ein Konsortium um den Finanzinvestor EQT. Zu dem Konsortium gehören ausserdem die Abu Dhabi Investment Authority (ADIA) sowie die GIC aus Singapur. Am 22. März 2024 wurden die Aktien an der Schweizer Börse SIX kotiert.